# Municipio de Glen (Dakota del Norte)
El municipio de Glen (en inglés, Glen Township) es un municipio del condado de LaMoure, Dakota del Norte, Estados Unidos. Tiene una población estimada, a mediados de 2023, de 17 habitantes.
Abarca una zona exclusivamente rural.

## Geografía
Está ubicado en las coordenadas 46°35′04″N 98°57′06″O / 46.58444, -98.95167 (46.584322, -98.951788). Según la Oficina del Censo, tiene una superficie total de 91.62 km², de los cuales 88.07 km² corresponden a tierra firme y 3.55 km² están cubiertos de agua.

## Demografía
Según el censo de 2020, en ese momento había 18 personas residiendo en la zona. La densidad de población era de 0.20 hab./km². El 94.44 % de los habitantes eran blancos y el 5.56% era de otra raza. No había hispanos o latinos viviendo en la región.